# Festival Musicacité
Le festival Musicacité est un festival de musique classique organisé à La Réole (Gironde). Il se déroule dans l'église de La Réole ou dans l'Espace Saint Benoît au rez de chaussée de la Mairie de La Réole. Le festival Musicacité existe depuis 1996. Ce festival est partenaire du Concours international Long-Thibaud-Crespin de Paris et invite chaque année les Grands Prix à se produire à La Réole.

## Programme 2008
- Dimanche 2 mars : Marika Lombardi (hautbois) et Nathalie Dang (piano)
- Samedi 14 juin : Elena Rozanova (piano)
- Dimanche 26 octobre : Jun Hee Kim (piano)

## Programme 2009
- Dimanche XX mars :
- Dimanche 31 mai : Noah Bendix-Balgley (violon) et Reiko Hozu (piano)
- Dimanche 22 novembre : Quatuor Equinoxe de Toulouse (cordes et piano)